# گورستان مرآباد
قبرستان مرآباد مربوط به سده‌های میانه دوران‌های تاریخی پس از اسلام است و در شهرستان ایرانشهر، بخش مرکز ی، دهستان دامن، ۴ کم جنوب روستای مرآباد واقع شده و این اثر در تاریخ ۲۷ اسفند ۱۳۸۶ با شمارهٔ ثبت ۲۲۷۰۹ به‌عنوان یکی از آثار ملی ایران به ثبت رسیده است.